# 福特汽车

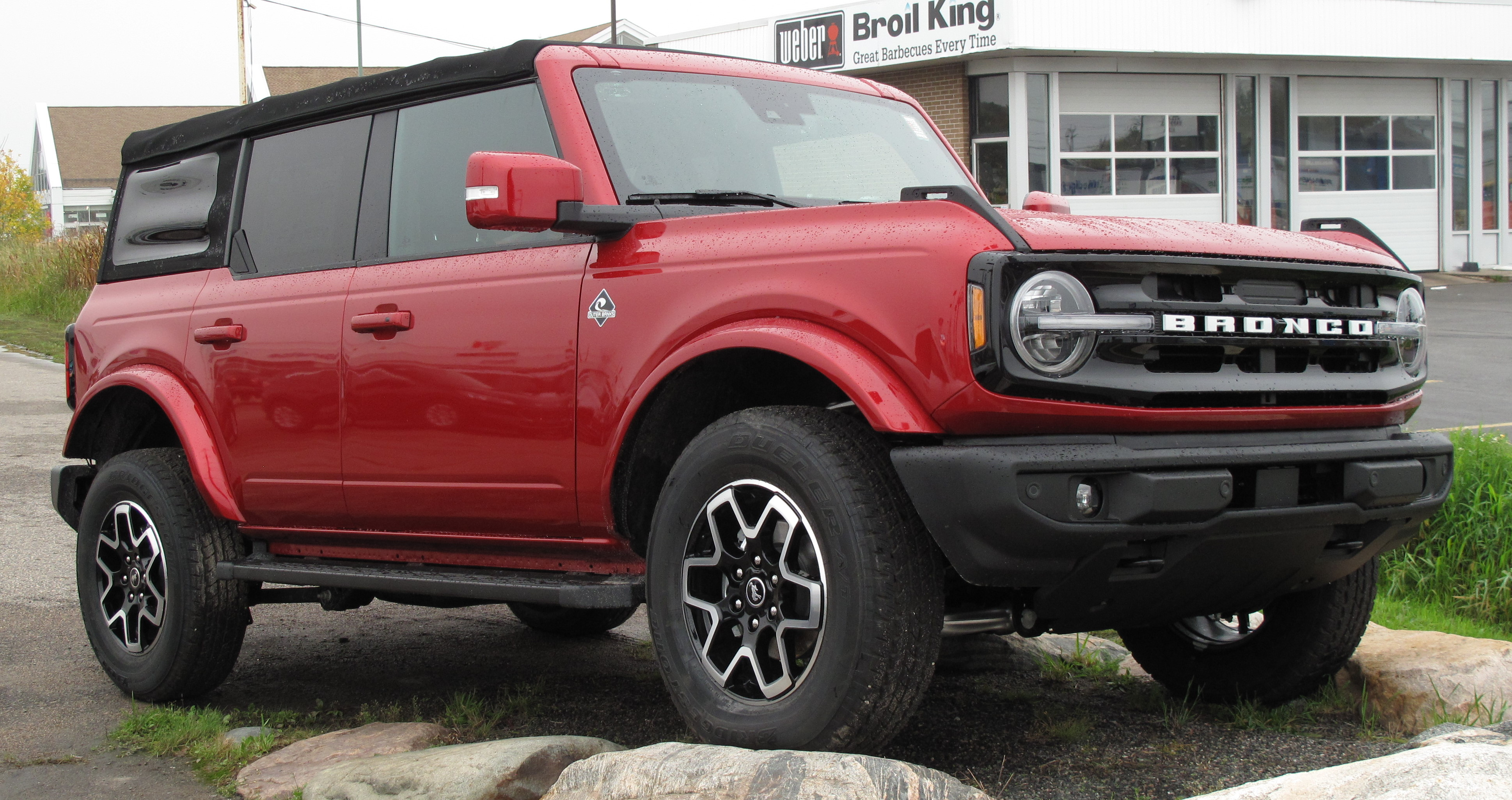
福特Bronco

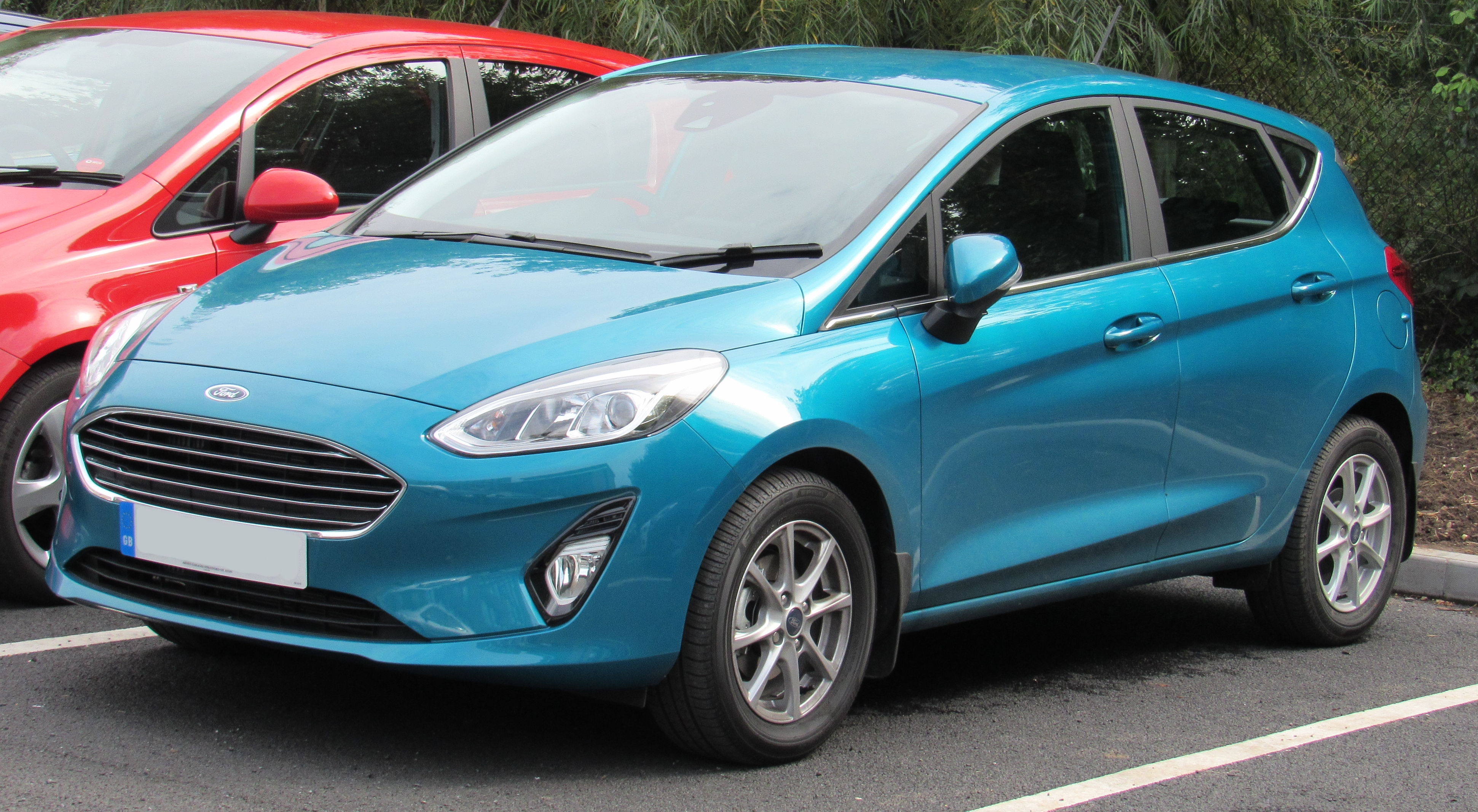
福特Fiesta

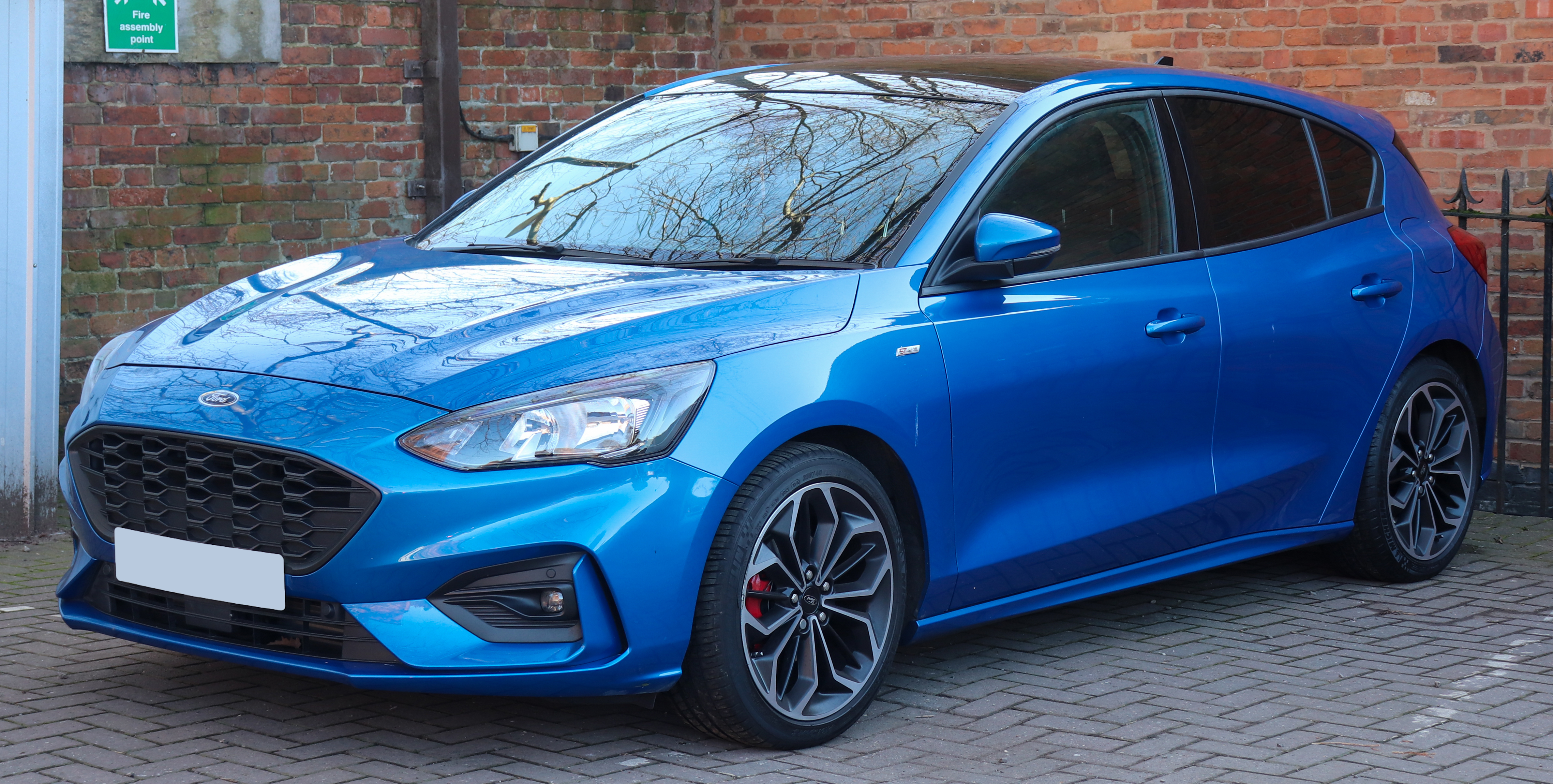
福特福克斯

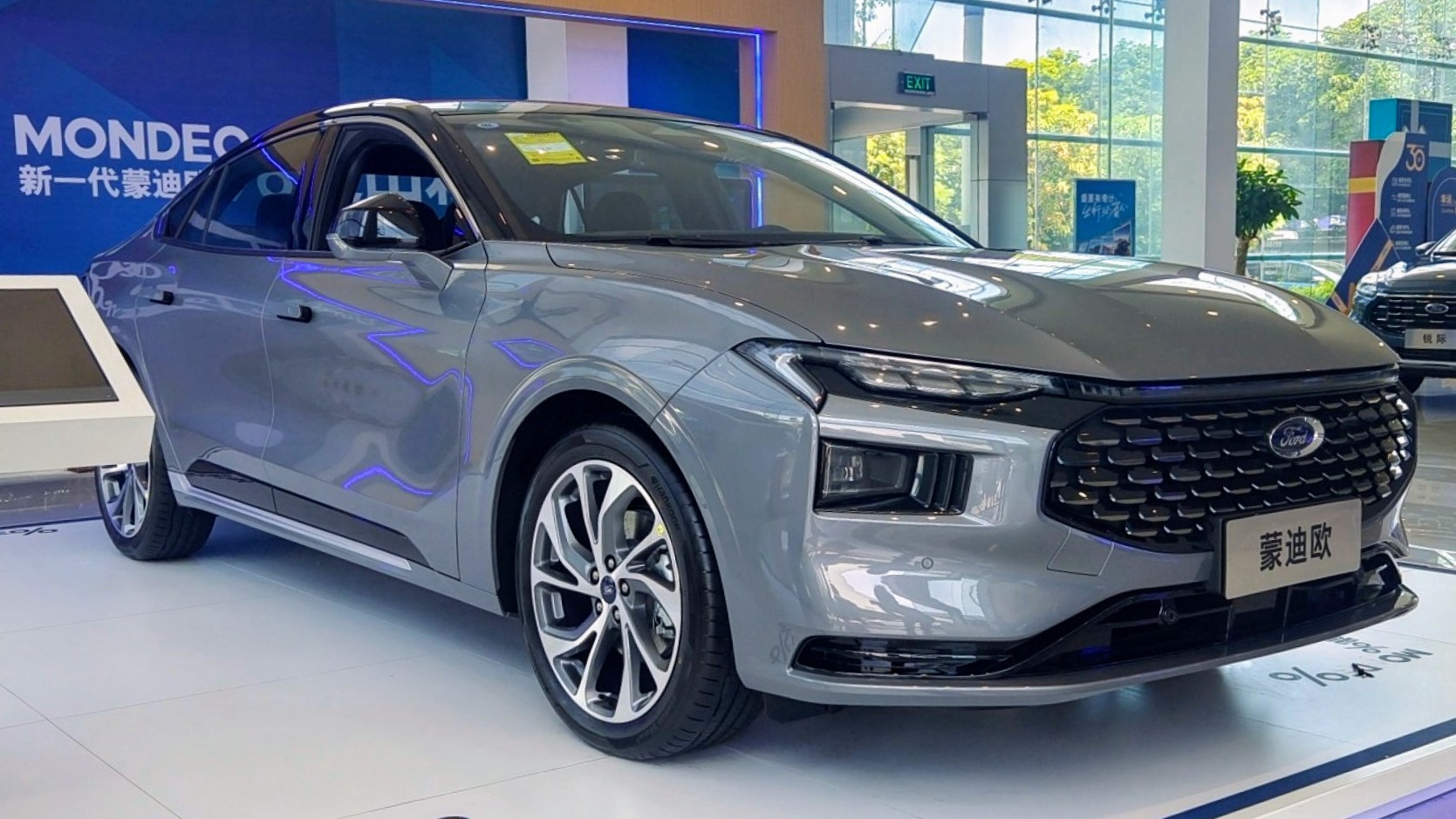
福特蒙迪欧

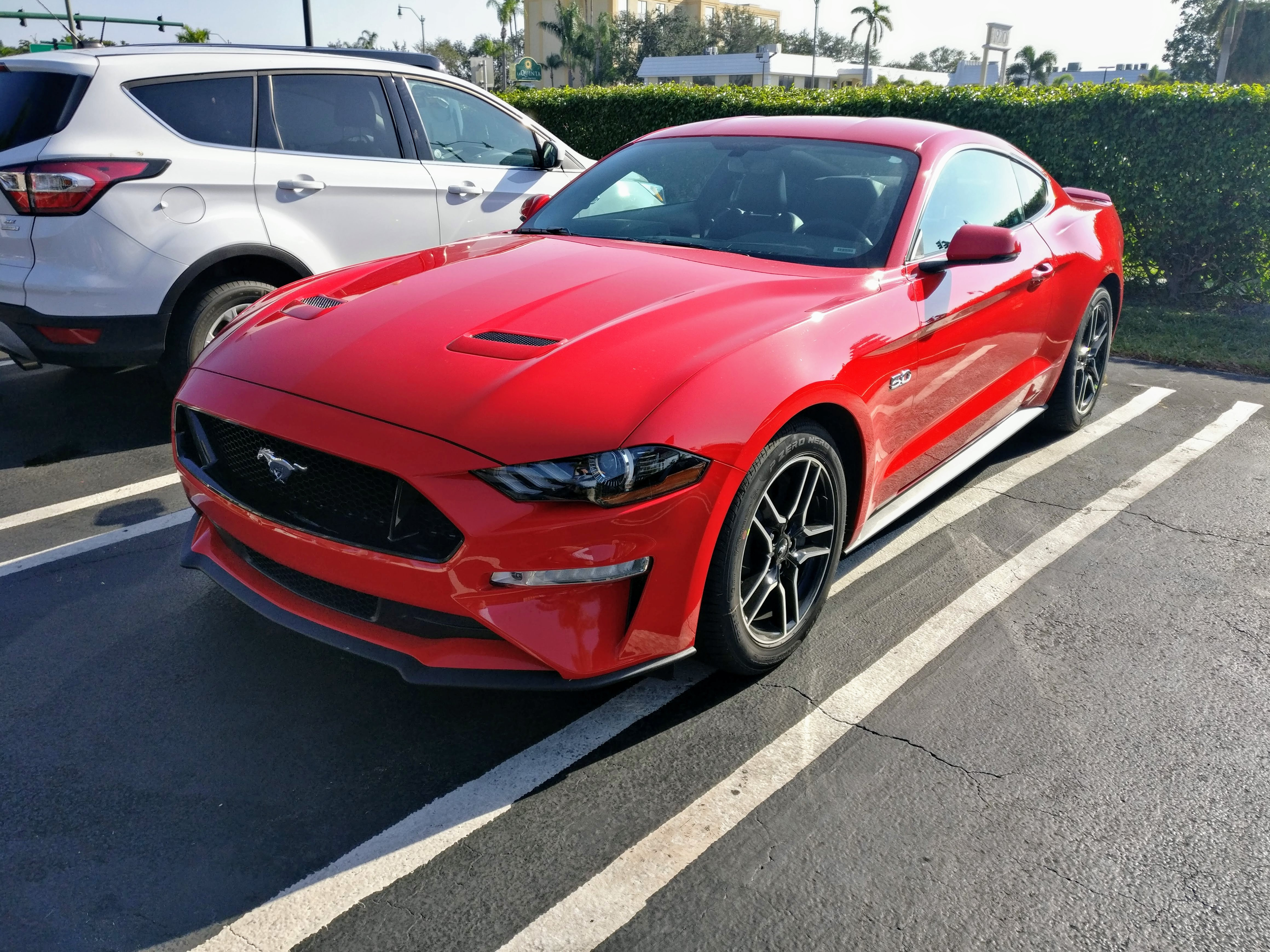
福特野馬

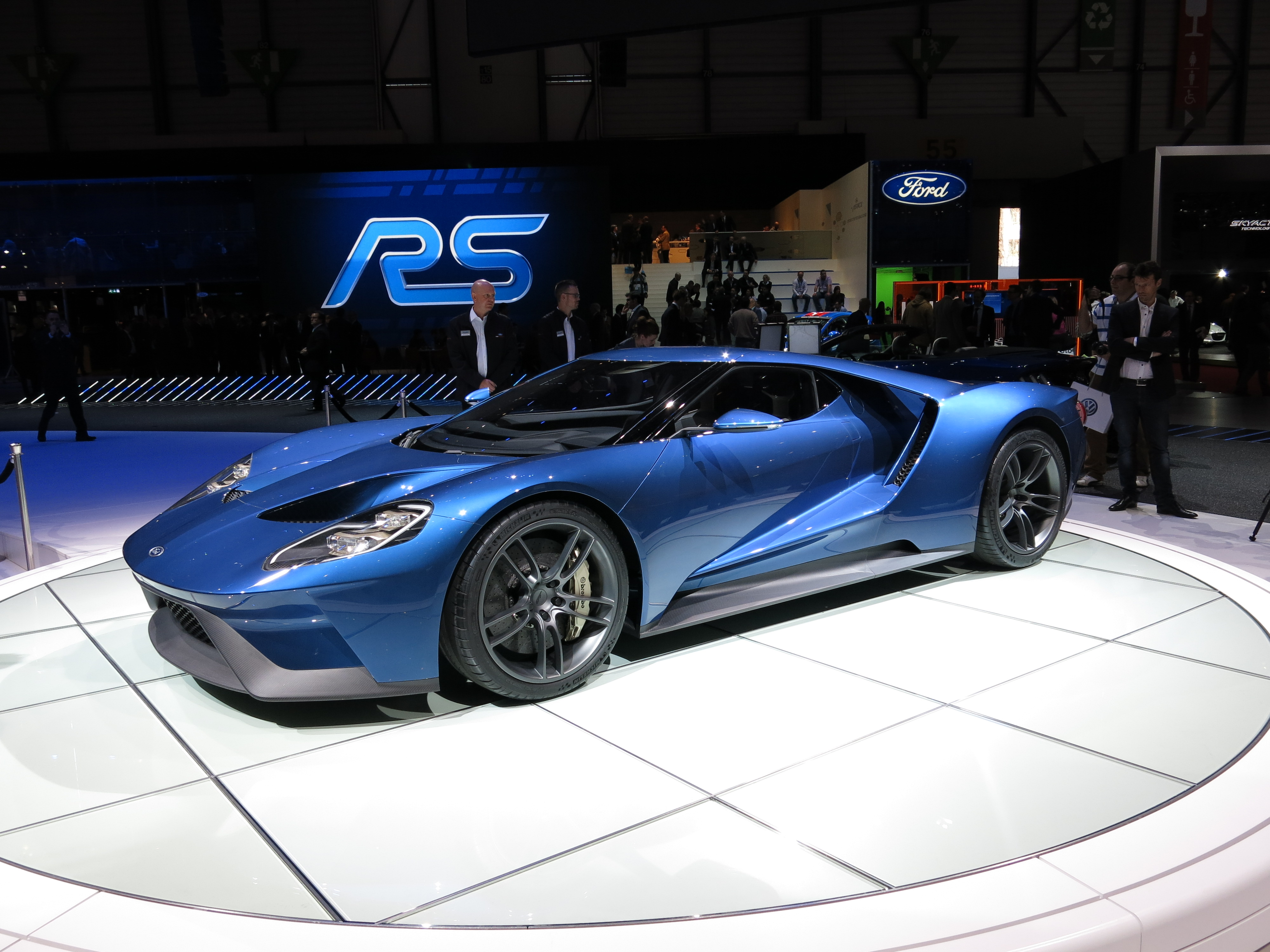
福特GT

福特汽車公司（英語：Ford Motor Company，：F），簡稱福特，是美國一家生產汽車的跨國企業，公司總部位於美國密歇根州迪尔伯恩。福特汽車由亨利·福特所創立，於1903年公司化。在20世纪如日中天的时候，福特、通用与克莱斯勒被认为是底特律的三大汽车生产商，帶領著美国的汽车市场。
福特汽車在美國汽車市場連續75年保持銷售量第二名，僅次於通用汽車，於2007年才因為油價高漲，大型運動型多用途車、休旅車及卡車銷量減少，被豐田汽車超越成為美國市場銷售量第三名。
亨利·福特參考引進了大量汽車生產及管理大量工廠員工的方法，别具匠心地根據设计，以移动式裝配線为代表的新生产序列。其高效率、高工资和低售价的结合，对当时美国制造业而言是一次翻天覆地的改革和创新，因此此套方法爾後被称为福特制，而其產業觀念在後來被安東尼奧·葛蘭西稱為福特主義。

## 商標
福特汽车的标志是采用福特英文Ford字样，蓝底白字。由于创辦人亨利·福特喜欢小动物，所以标志设计者把福特的英文画成一只小白兔样子的图案。

## 公司历史

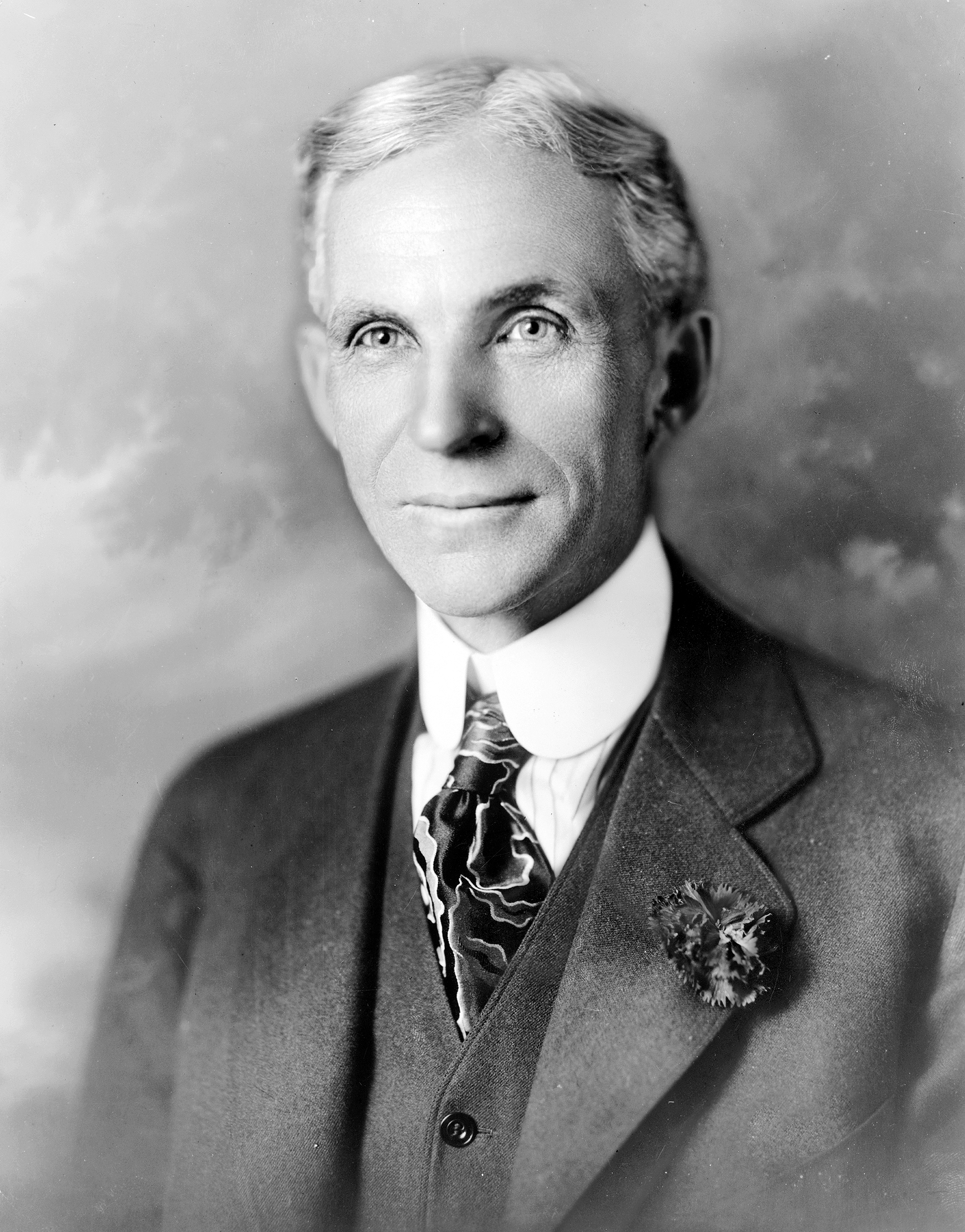
亨利·福特 (ca. 1919)

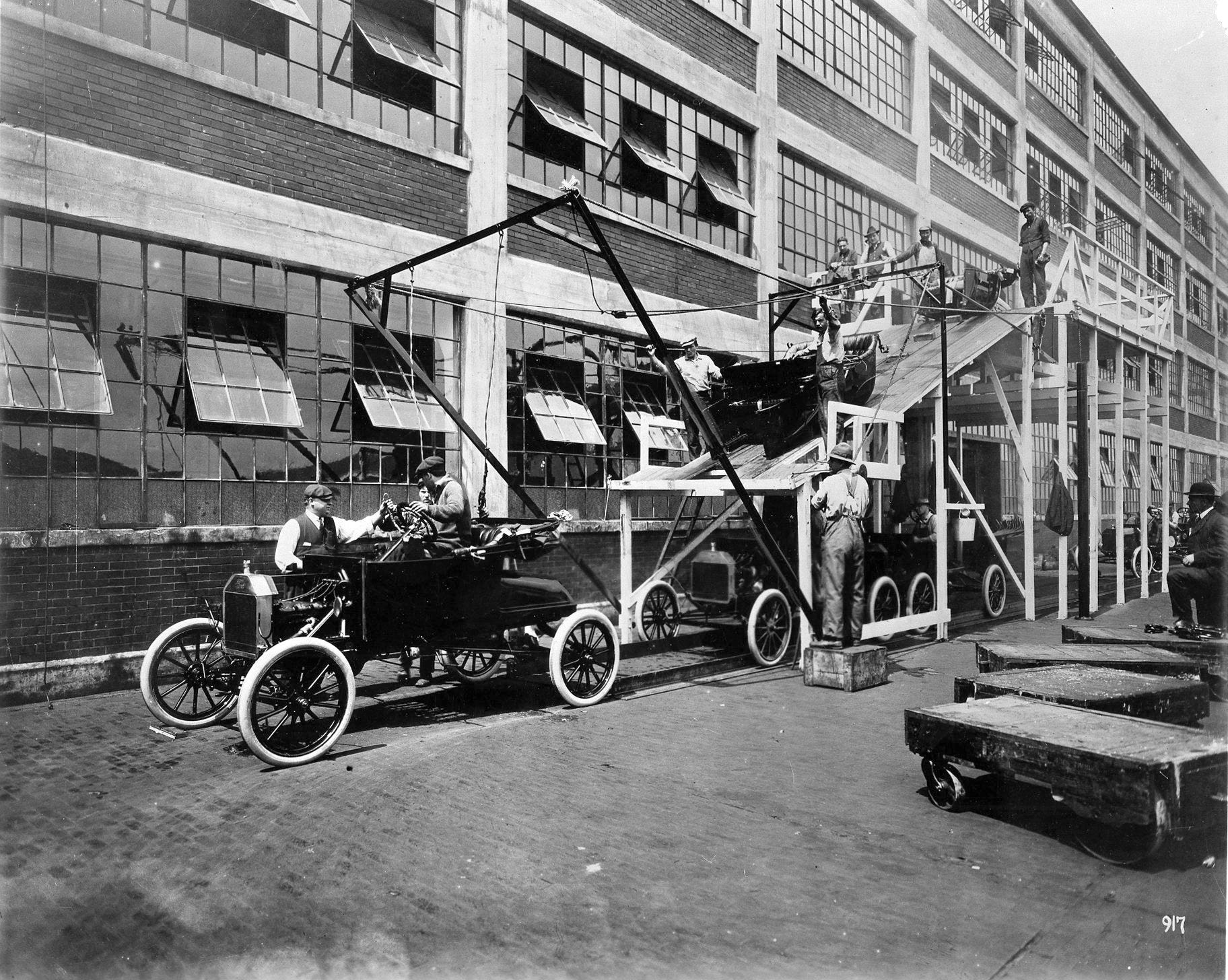
福特生产流水线 (1913)

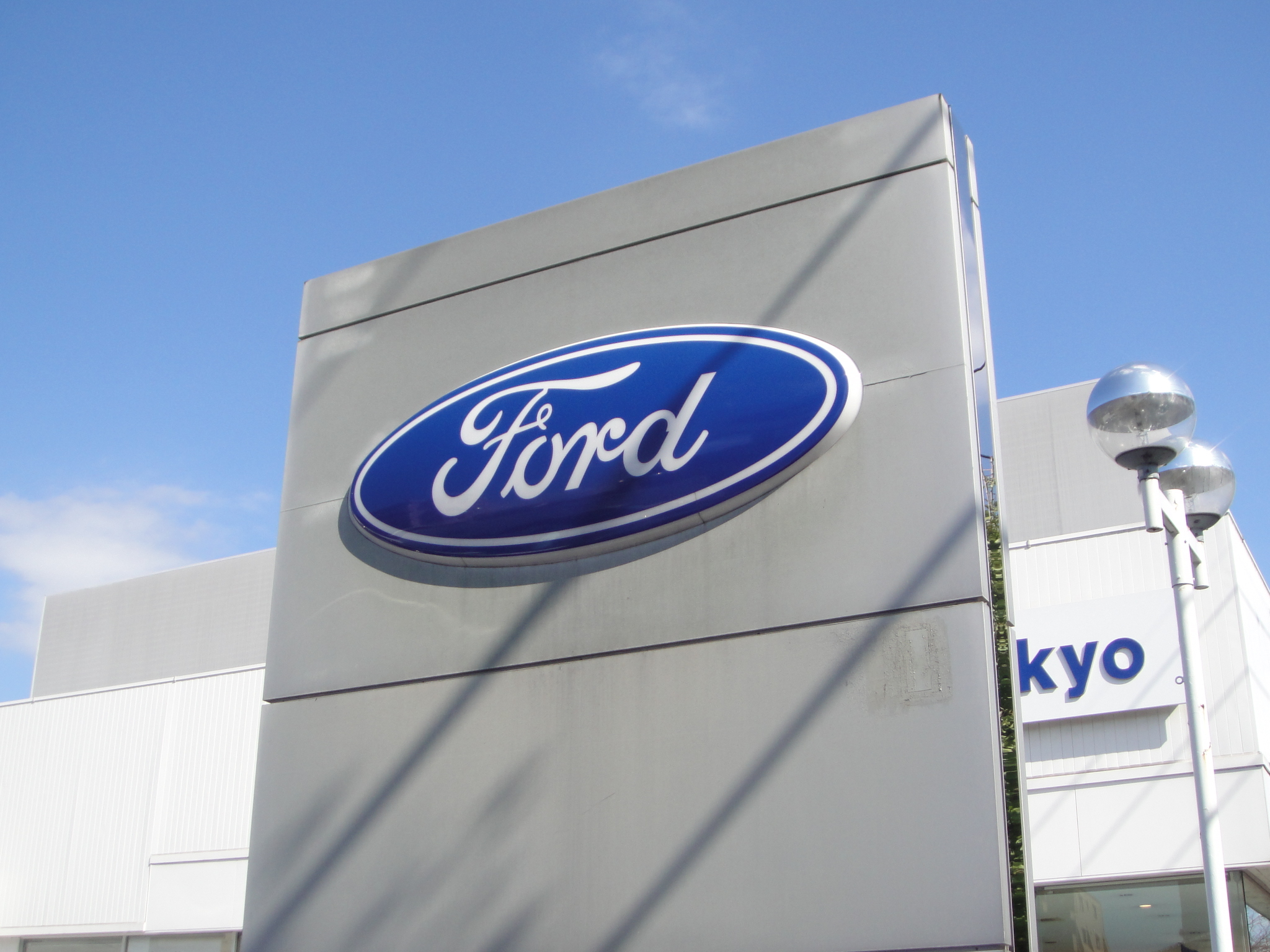
福特經銷商

1899年亨利·福特離開愛迪生照明公司加入底特律汽車公司，但该公司于1900年倒閉。1901年亨利·福特與柴爾德·H·威爾斯合資成立亨利·福特公司，但與其他投資者不合沒多久即離開，该公司在亨利‧李蘭入股後改名為凱迪拉克汽車公司。後來亨利·福特製造的賽車在1902年獲勝並創下美國新紀錄，1903年6月16日一位煤炭商亞歷山大‧馬康森和其會計詹姆斯‧高任思因此與亨利·福特合資成立今日的福特汽車。福特向道奇兄弟購買汽車底盤搭配自己的雙氣缸水平對臥引擎，開始生產福特汽車。福特用来自十二位投资者的28,000美金在一个原先制造马车的工厂里开始了他的事业。当时汽车的生产方式是以两到三个工人为一组，从零件制造到销售订单都是由一组工人负责到底。因此最开始的日子里，福特公司生产效率比较低，每日只能生产几部车。1906年，創辦人之一的馬康森售出股份予福特，退出經營。在1903年到1908年之間，福特汽車公司發行了Models A、B、C、F、K、N、R 及 S 等多款汽車，其年銷量多介於數百台到數千台之間。
1908年，福特汽車公司开始发行福特T型车。最早的一批T型车都是在皮科特制造车间完成装配，后来公司将生产部份移动到空间更大的高地公园的车间来满足市场对于T型车源源不断的需求。在1913年公司已经发展出一套较完整的裝配線和大规模生产技术。福特汽車主管将原先的装配線发展成为了由机械传送带来运输零件让工人进行组装。这个创新将原先装配底盘所需的12小时28分的时间减少到1小时33分。值得注意的是，福特汽車只是將裝配線生產模式引進到汽車生產業，而非發明者。实际上裝配線生产法可能最先出现在秦始皇大量製造兵馬俑時期，16世紀初期威尼斯也有廠商使用裝配線快速造船，1801年英国有零件供應商使用裝配線生產英國海軍所需的零件。在美国第一个使用裝配线进行生产作业是Oldsmobile汽車創辦人蘭塞姆·奧茨，他也將裝配線生產的方法登記專利，之後福特汽車另外獨立發展裝配線生產方法。
机械传送带在当时并没有立刻取得成效，而且工人的失误率相当高，然而失误就意味着更多的生产延误以及更多工人培训所需的额外支出，还有就是要使用工作较慢的工人。在1914年1月，FORD通过将工资加倍（从日薪2.38美金加至5美金），缩短工时（每日工作8小时），并设立专门负责雇佣工人的人后，FORD困扰多年的生产效率低的问题就迎刃而解了。员工失误率大幅下降，公司生产力也随之腾飞。随着制造车子的速度越来越快，每辆车的售价也开始快速下跌。福特不断地对他的汽车产品进行降价，由原先825美金一辆车的价钱降至290美金。并首先发明了授权经销商的概念与体系，让那些经销商来为他大量销售这些便宜的汽车。
1916年福特汽車獲利極高，公司手中保留盈餘高達1.12億美元。福特決定花錢在擴大產量上，卻引起持股10%的主要股東道奇兄弟不滿，道奇兄弟認為企業盈餘應先分配給股東，當時持股達80%的亨利·福特反對，道奇兄弟因此告上法院。1919年密西根州最高法院判決道奇兄弟勝訴，判決指出企業設立的目的在為股東謀利，企業董事也不可改變這項基本目的。此判決日後成為企業是否要負社會責任等其他目的之爭論焦點。
截至1913年底，全美国有50%的汽车都是福特公司生产的。然而至1918年底，全美国的汽车有一半都是T型车。当时绝大部分T型车的颜色都是清一色的黑色，基本没有什么其他颜色可供选择。据传亨利·福特有一句名言：“顾客可以选择他想要的任何一种颜色，只要它是黑色。”意思就是顾客只能够购买黑色的T型车。亨利·福特并不是对黑色有什么特殊癖好，其坚持黑色的真正原因在于黑色油漆干燥得快，可以使汽车在落地后第一时间能够被卖出去。这也算是亨利·福特追求生产效率的极端表现之一。
1919年，時任總經理的另一創辦人高任思退出福特汽車。同年，亨利·福特的獨子埃兹尔·福特继承他父亲公司总裁的职位，但是亨利·福特仍然可干涉公司的管理且始终具有其影响力。虽然高效率的生产使公司产品的价格一直较低，但由于公司内部不与时俱进的家长式管理以及对高端消费者市场的忽略，福特公司在美国开始逐渐失去汽车市场份额。通用汽车、克莱斯勒以及其他小型的竞争企业开始为消费者提供与T型车相比拥有更多豪华设备的汽车。比如说通用在当时就有各种价位的车型，将高低端市场一网打尽；另一方面，经济拮据的人也不再会直接从福特公司购买T型车，而是转而购买二十多甚至十多美金就能买到的二手的T型车。与此同时，这些竞争者又通过实行分期付款的形式使消费者能够在每个月只交一笔钱的情况下能买到原先支付不起的昂贵车辆。福特强烈反对这种消费方式，他认为这种消费最终将使国家经济以及消费者陷入窘局。但福特最终还是做了让步，并在风靡一时的T型车生产至第1500万部时宣布停产该车型，转而生产全新的车型福特A型车。
1925年，福特公司收购了林肯汽车公司，从而开始打入高档车市场。1935年，水星汽車在埃兹尔·福特提议下成立，主要生产中价位的汽车。
亨利·福特的孙子亨利·福特二世在1945年至1960年期间担任福特汽车公司总裁，且在1960年至1980年期间担任公司董事长暨执行長。虽然福特公司于1956年上市成为美国股票上市企业，福特家族仍通过占据大量B级优先股保持其在公司40%左右的控制权益，这在股票公開上市企业中是相当大的比率。
福特汽車工程副總裁麥佛遜先生發明的麥佛遜（香港、台灣譯為麥花臣）支柱底盤懸吊系統是今日汽車界最廣為使用的底盤懸吊系統。
1970年代，福特公司匆忙推出了廉价的Pinto车型以对抗进口汽车（如甲壳虫）。这款车型刚刚开始推出时销量很高，然而消费者很快就发现：这种汽车将油箱设计在汽车的尾部，使得这种汽车在遭受碰撞后很容易发生爆炸。受害的消费者将福特公司告上法庭。在案件审理过程中发现福特公司其实早就发现了这款车型的缺陷，并且每辆车只需附加一个成本11美元的保护装置就可以防止油箱爆炸；但是福特公司经过成本分析后发现乘客因为车祸致死致伤所带来诉讼费用远低于增加保护装置所需付出的费用，因此他们决定不为这款汽车的油箱增加保护装置。这个案例使得福特公司臭名昭著并蒙受巨额罚款；并引发了人们对于生命价值如何“衡量”的思考，在商业道德与正义课程中作为经典案例进行讨论。
1998年，福特汽車創下一年獲利超過220億美元的世界紀錄。此紀錄2004年才因油價大漲而被艾克森美孚石油公司以253億美元淨利所超越。
1999年全球133名汽車業記者評選出福特T型車作為20世紀的世紀代表車(Car of The Century)。
2003年，福特汽车渡过其100年周年纪念，其现任董事长是亨利·福特的曾孙小威廉·克莱·福特（即比尔·福特）。
2007年，在《J. D. Power》美國新車品質調查中，福特是獲得最多獎項的車廠，有五款車是同級車第一，十四款車在前三名。
2012年4月1日，福特香港代理商由森那美轉往英之傑，並且把亞洲總部由荃灣青山道遷往銅鑼灣威菲路道，再遷往觀塘偉業街223至5號宏利金融中心。

## 旗下品牌及產品

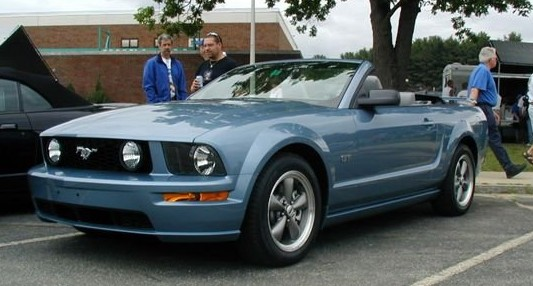
05款福特野馬GT

當下福特汽车公司的主要品牌是福特和林肯（Lincoln）。福特的長期暢銷車款極多，Escort、福特金牛座、福特Focus、福特Mondeo、福特Mustang、福特Kuga、福特Fiesta、福特Explorer、福特F系列卡車等、常被改裝成加長型豪華車的林肯Town Car，美國電影中常出現的警車與計程車Crown Victoria等車。
林肯轎車是被最多美國總統選為總統座車的廠牌。福特F系列卡車在美國一年銷量經常達70-80萬輛，長期以來是美國市場不分轎車卡車的銷售冠軍，累積銷售量超過3300萬輛。在英國汽車市場福特至今仍是連續二十幾年的銷售冠軍廠牌。耗資60億美元開發的福特Mondeo車系更創下汽車業研發經費的新紀錄，Mondeo（水星車廠版本為Mercury Mystique）開起來操控性有如高價位歐洲車，獲得歐美專業評論稱讚。
福特公司的收購策略相當具有侵略性，自1979年开始至今，已先后收購了日本的馬自達（收購33.4%的股票）、英國的阿斯頓·馬丁、積架、路虎以及瑞典的富豪汽車（汽車分支）。2008年3月26日，印度塔塔集團和美國福特汽車公司發表聯合聲明，塔塔將以23億美元的價格收購福特旗下的積架和陆虎兩大汽車品牌。2008年11月18日福特宣布將出售馬自達的20%持股，由原先的33.4%降至13%，2010年11月18日，馬自達對外宣佈，福特汽車對馬自達的持股下降至3.5%。
2010年6月2日福特汽車公司宣布出售旗下高端汽车沃尔沃予中国浙江省的吉利汽车，同时將於2010年第四季停止旗下中階房車品牌水星汽車所有業務，並將其資源全數轉移至高級車品牌林肯，2011年1月4日，福特汽車正式裁撤水星汽車品牌。

## 21世紀的發展
2000年，在現任董事長比爾·福特也是長期參與環保活動的環保人士，宣布公司將把其旗下所有轻型货车（包括所有休旅車）的平均行駛壽命在2005年底前提高25%。这个消息震惊了汽车业界，但同时也讨好了在美国社会的环保论者。油價上漲時福特F系列卡車依然繼續蟬連全美最暢銷汽車，然而福特決定增加較省油的跨界休旅車，並將歐洲受到專業好評的轎車福特Focus引進美國，福特Focus也成為汽車史上第一輛在美國與歐洲都拿下Car of the year的汽車，2005年福特将Focus车型引进全球成长最快的汽车消费国中国，并在重庆长安汽车生产Focus车型，至今已经累计销售了超过100万台中国版Focus，成为中国大陆至今为止销量最多的紧凑型车。2008年福特Focus 1.6 Tdci未採用高價技術即以每公升柴油跑完22公里，二氧化碳排放量每公里僅119公克的優秀成績被英國最大購車指南"What car"選為年度環保車，2008年英國車展推出的Fiesta ECOnetic，以市區高速平均每公升跑32.4公里(76.3 mpg) 油耗表現與首度將CO2排放量壓低在100g/km的成績，勝過豐田油電混合動力車Prius Hybrid的平均每公升跑30.78公里(72.4mpg)，104g/km。

### “前进之路”
“北美的汽车市场正像全球其他的市场一样发生剧变，越来越拥挤和凌乱。为了迎接这个挑战，我们正在加紧强化福特、林肯和水星的品牌，为消费者们提供他们所需要的创新产品，并且在这样一个全球竞争的时代创立一个使我们能够参与竞争和赢得市场的商业结构......为了保护福特公司的遗产和我们的未来，我们将做出痛苦的牺牲。”——比尔·福特

2005年5月，福特汽车公司的债券被美国两大信用评级机构降级，成为所谓的「垃圾債券」。此次债券降级是由于福特公司長期給員工極好的終身退休金與高額度医疗保健给付，日本車廠相形之下並未給員工同樣好的薪資福利。与此同时，油价的上涨使原本高利潤又暢銷的SUV運動休旅車和卡車的销量降低，又要面对来自日本和韩国的竞争，使福特深陷窘境。福特北美现有的年生产能力是450万辆汽车，但是2005年只销售出320万辆左右的汽车，这意味着福特北美地区的装配车间生产力仅仅发挥了79%。福特在2005年的亏损高达16亿美元。

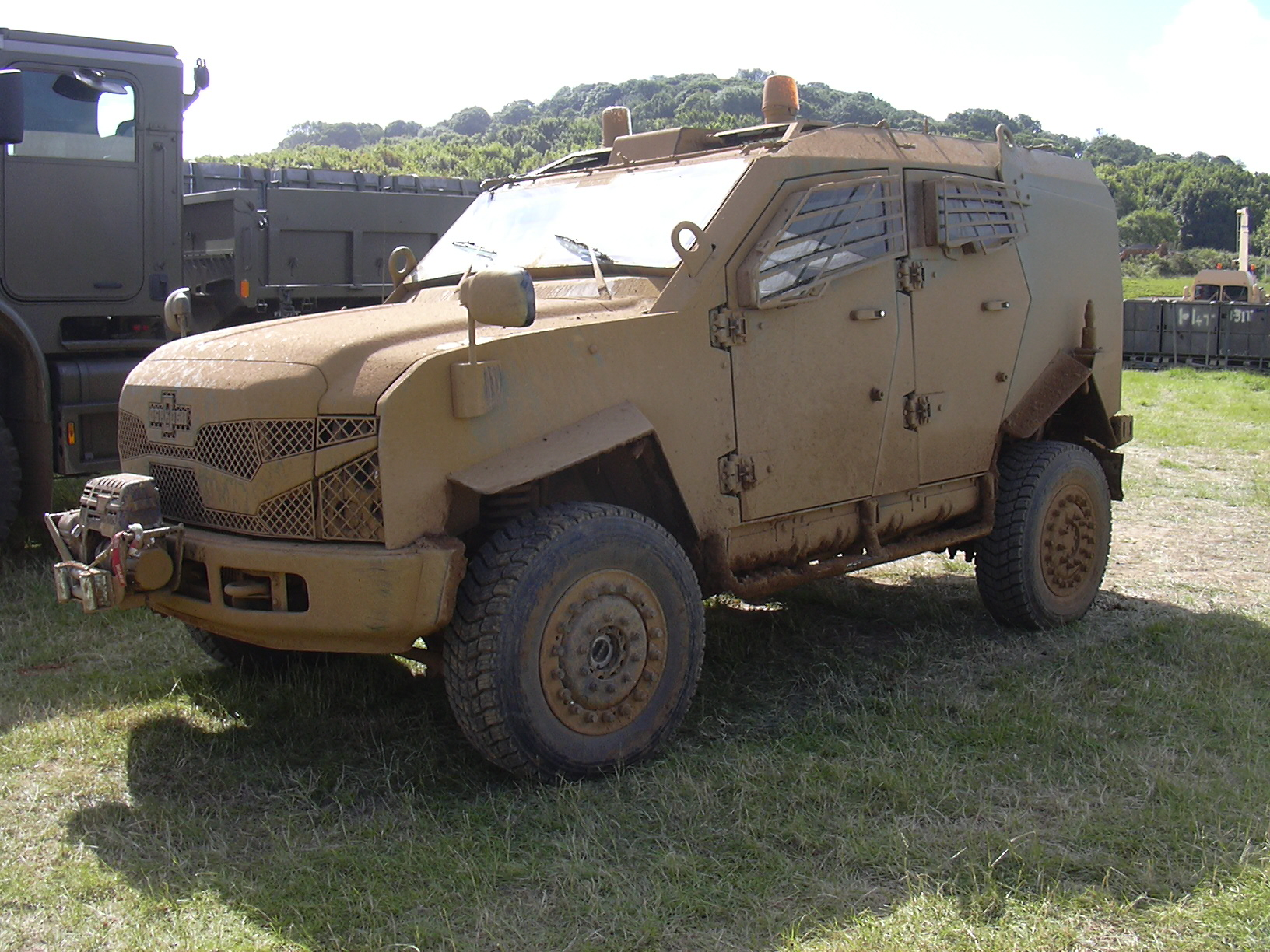
福特卡車底盤改裝的沙貓裝甲車

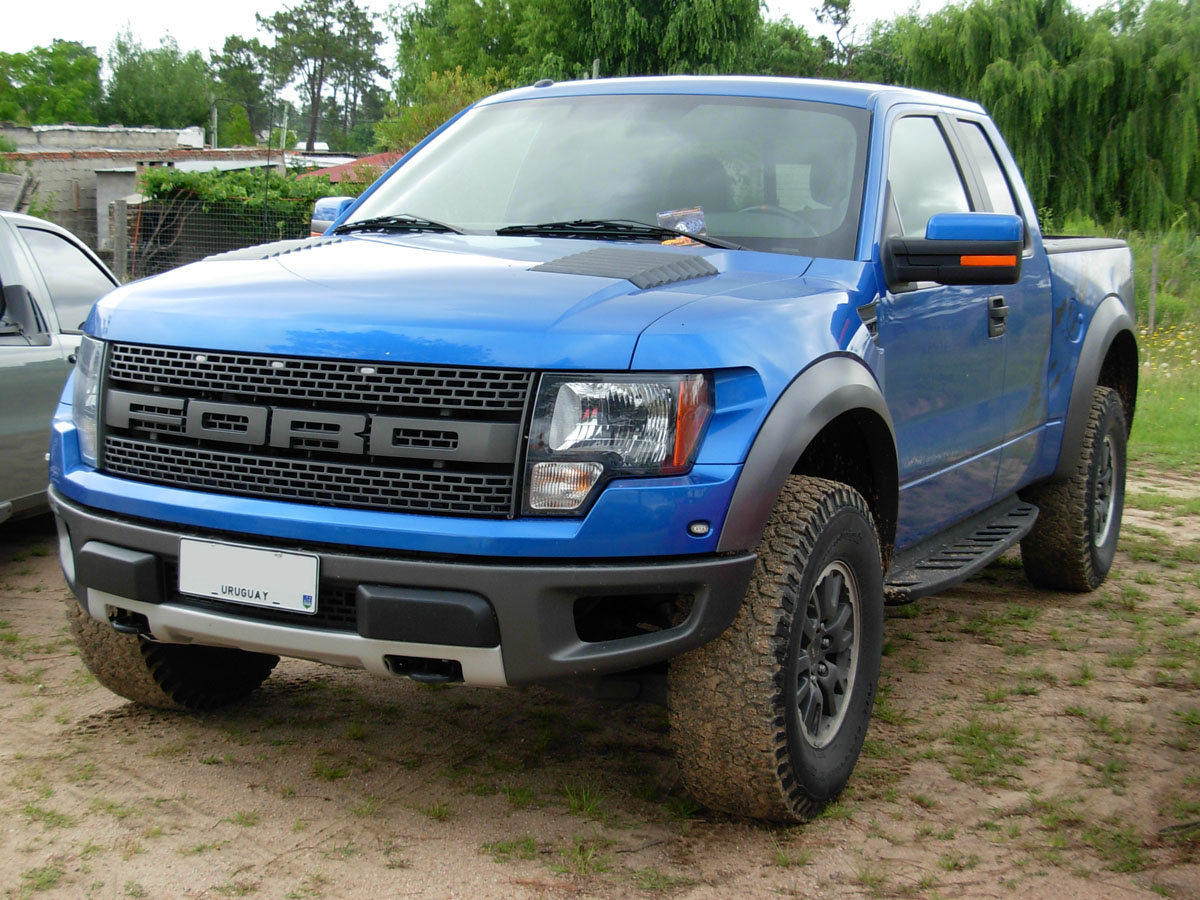
福特猛禽F-150

为扭转亏损并在2008年时恢复盈利，2005下半年，董事长比尔·福特要求福特美洲区总裁馬克·菲爾德斯制定一套能使公司盈利能力的公司重组计划。菲爾德斯在2005年12月7日在公司董事会上推出了该计划，并将其命名前进之路。该计划内容包括：在北美地区进行裁员以及关闭大量工厂，停产一些不赚钱的车型，降低材料成本，专注研发交叉车型、混合动力车、小型车，以及巩固原有的福特-林肯-水星三大生产线。已知即将被关闭的工厂分别位于圣路易斯、亚特兰大，密歇根州Wixom、俄亥俄州Batavia和加拿大温莎。其他工厂的名字目前还没有被透露，它们都将在2012年前停止生产。计划中指出，在北美的高达三万名员工（福特28%的职工人数），无论是装配工人还是管理层白领（尤其是中层管理），在六年内将都将被公司裁减。此次公司的“瘦身”行动与先前通用汽车的裁员相比有过之而无不及，亦可从中看出福特洗心革面的决心。
这是福特4年来在北美地区实施的第二次重组计划。在2002年1月的首次重组计划中，福特关闭了5个工厂并裁减了3.5万名员工。2006年9月5日，福特汽车公司宣布，波音公司前副总裁艾伦·穆拉利已接替比尔·福特出任公司新总裁兼執行長。比尔·福特将继续担任董事长一职。

## 全球市場
二十世紀初期美国以外销售的福特车型实质上就是本国市场的车型。后来开始专门为欧洲设计制造车型。美國汽車市場90年代休旅車與卡車成為銷售主流，美國以外的市場以轎車為主流，澳大利亚福特公司停产了蒙迪欧，该型车的市场持续下滑，因為买家喜爱大排氣量V型8汽缸引擎的福特猎鹰。Focus此欧洲车型在大西洋两岸都有强劲的销量。

### 歐洲

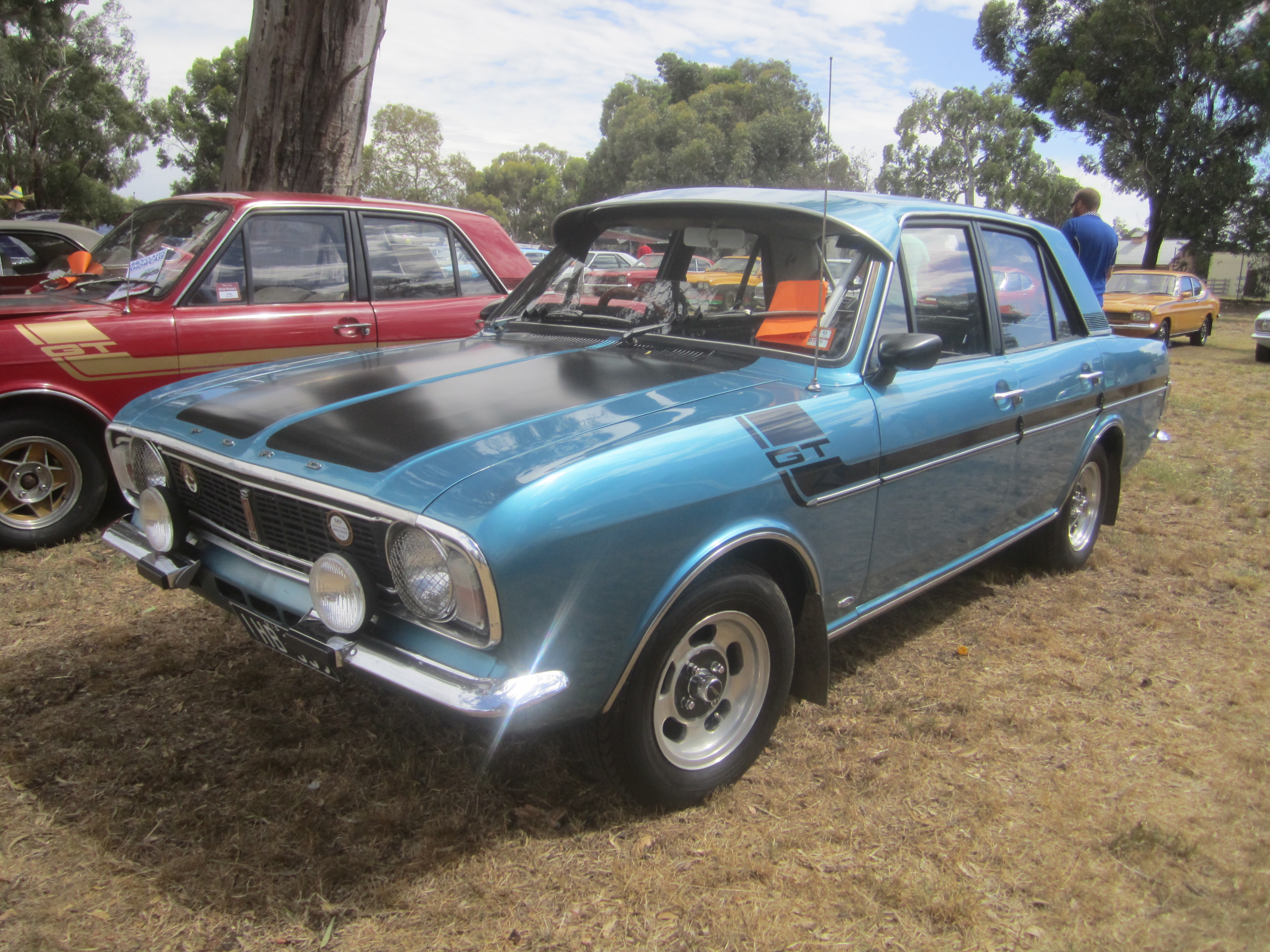
1969年的福特科蒂娜 Mark 2

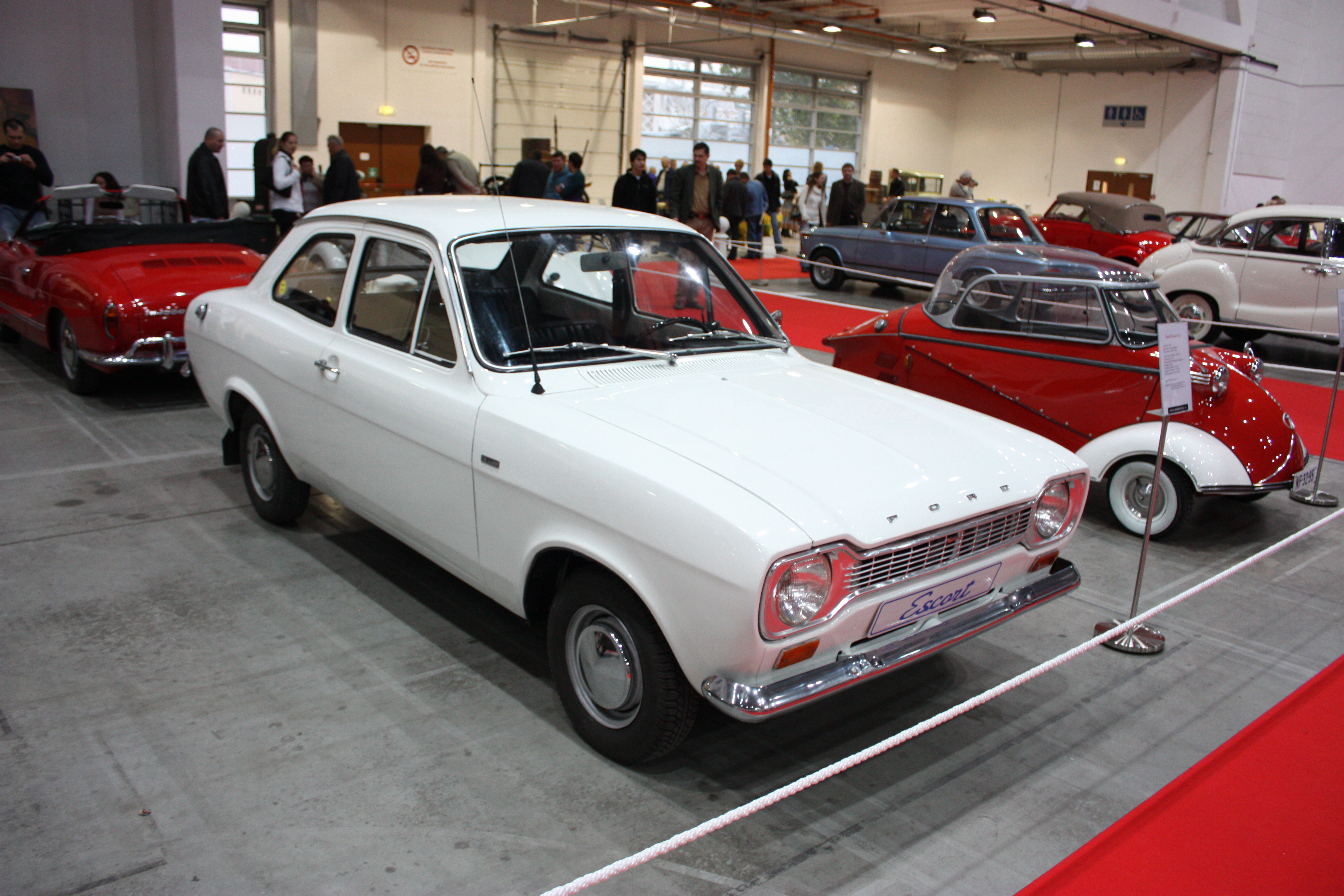
1969 Escort MK I

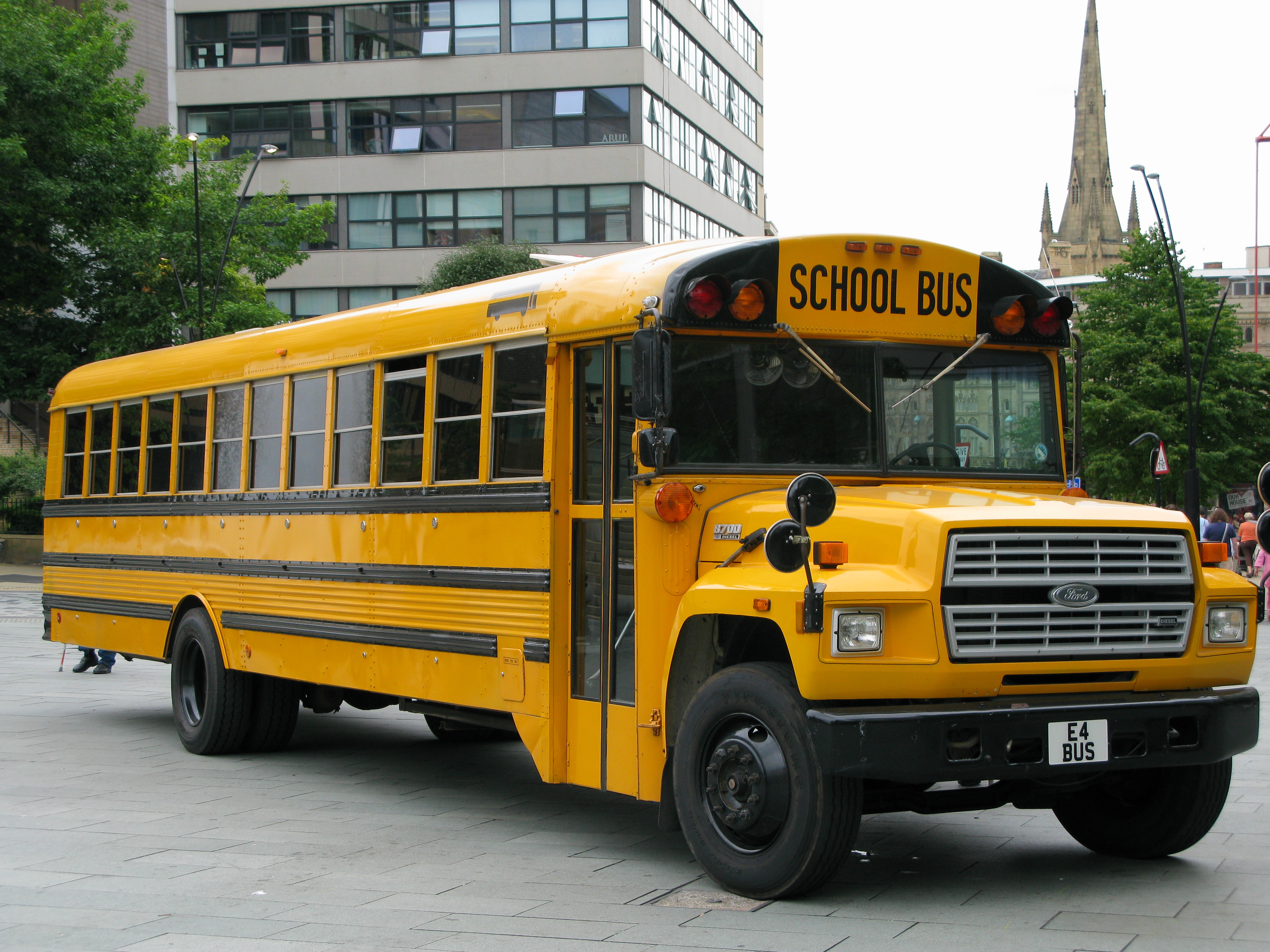
1980sThomasFordSheffield

起初福特在德國和英國制造不同的車型。直到1960年代末，两地的工厂才开始生产Ford Escort和Ford Capri这两款共同的车型。到了後來的Ford Taunus和Ford Cortina车型的生产，两地已是完全相同了，只是根据各自生产地国家的不同交通法规，分别调整为左座驾驶或右座驾驶设计。根据型号生产的合理化策略，许多在英国生产的车型被转至欧洲大陆的其他国家生产，如比利时、西班牙、以及德国等。1982年，新款的Ford Sierra代替了Taunus与Cortina的生产，但其創新的空气动力学外型设计广为争议，人们给它取了诸如“果冻模子”和“推销员的宇宙飞船”等绰号，但Sierra依然是歐洲暢銷車，福特90年代後期的New Edge創意方形線條造型設計概念也影響其他廠牌許多車款的設計。
逐渐地，福特汽车公司将其欧洲车型推广以“世界车型”销售，如Mondeo、Focus、嘉年华等。在亚洲，福特以馬自達車款掛福特廠牌銷售為主力。福克斯 (Focus) 自其2000年登陆北美市场后，成为同級车的销量冠军，也是車壇唯一在歐洲與美國都被專業媒體選為年度代表車 (Car of the Year) 的車款。
2001年，福特汽车公司停止了它在英国已经进行了超过80余年的小汽车生产。但是目前位于南安普敦的工廠客仍然在继续生产货车，同时在布里傑德和戴根漢姆的工廠仍有繼續生产引擎，在海爾伍德生产传动系统。欧洲福特的开发基本上分别在埃塞克斯的和德国科隆进行。歐洲福特的發展在德國的艾塞克斯和科隆的Dunton之間被寬廣地分離。福特也生產了商業車輛在泰晤士河範圍，雖然這一個品牌的使用大約在1965年被停止。它现在仍然是操作擁有Jaguar，Land Rover和Aston Martin英国汽車廠。福特的 Halewood 集會廠被轉換到Jaguar生產。
在歐洲大陸的其他地方，福特在 Genk（比利時）集合 Mondeo 系列，祭典在瓦倫西亞（西班牙）和科隆（德國），在瓦倫西亞， Saarlouis（德國）和聖匹茲堡（俄國）的瓦倫西亞和焦點的千安培. 在 Kocaeli（土耳其），南安普敦（英國）和經過的經過生產是在 Kocaeli 連接。

### 亞太
原本以子公司馬自達的合作車款為主，90年代中期後引進更多歐洲福特車款在亞太生產銷售。

#### 日本福特
主條目：福特日本有限公司
1905年日俄戰爭後，福特汽車開始向日本出口、販售旗下產品。數年後，第一次世界大戰結束，日本為第一次世界大戰五大戰勝國之一，美國福特汽車看重日本為當時亞洲最大經濟體，而於1925年成立「日本福特」，於橫濱市子安設立亞洲首座福特汽車工廠，以國產化福特T型車為首批產品。
1927年，福特T型車停產後，日本福特開始生產國產化T型車。當時日本福特在轎車與貨車的產量為每年一萬輛，同時期，豐田汽車與日產汽車為日本最大的本土汽車製造商，規模超越當時在大阪設廠的五十鈴汽車與美國通用汽車。同時，日本福特亦開始向滿洲國出口在子安工場生產的國產車。
但1936年起，美日關係惡化，日本為保護本土汽車產業而制定「汽車產業法（自動車製造事業法）」，該法規定只有國內持股五成以上汽車業者才能獲准在國內生產汽車，當時日本福特為美國福特汽車全資子公司，日本福特汽車子安工廠礙於法令，於1940年停產。
1941年12月至1945年8月，太平洋戰爭期間，日本政府徵收日本福特於橫濱子安的廠房與設備，戰後，其廠房與設備由駐日盟軍接收、管理，1958年正式將廠房與設備歸還福特汽車。橫濱子安工廠現為馬自達的研發中心。
1979年，福特出資購入馬自達股份，取得馬自達24.5%的持股，馬自達開始與福特共同開發、生產亞洲與大洋洲市場導向的小型車。1990年代，日本泡沫經濟瓦解後，馬自達多品牌策略失敗，使馬自達汽車的營運狀況惡化，1996年，福特汽車將對馬自達的持股提升至33.4%，取得公司最大股東地位，開始主導馬自達汽車的營運工作。但2000年代，美國福特因自身陷入經營危機，開始拋售在馬自達的持股，但雙方策略合作仍在持續。2015年9月，福特汽車售出其在馬自達剩餘的2.1%持股。。
二次戰後，福特汽車在日本的業務以「福特汽車（日本）」與馬自達汽車合作下成立的「オートラマ」 展開，2015年與馬自達脫離關係後，美國福特汽車改由在日全資子公司「Ford Japan Limited」負責福特車系進品與販售工作。
2016年，福特汽車（日本）宣佈結束在日本的營業、退出日本市場，售後服務委外，至此終結福特在日本長達111年的歷史。

#### 臺灣福特

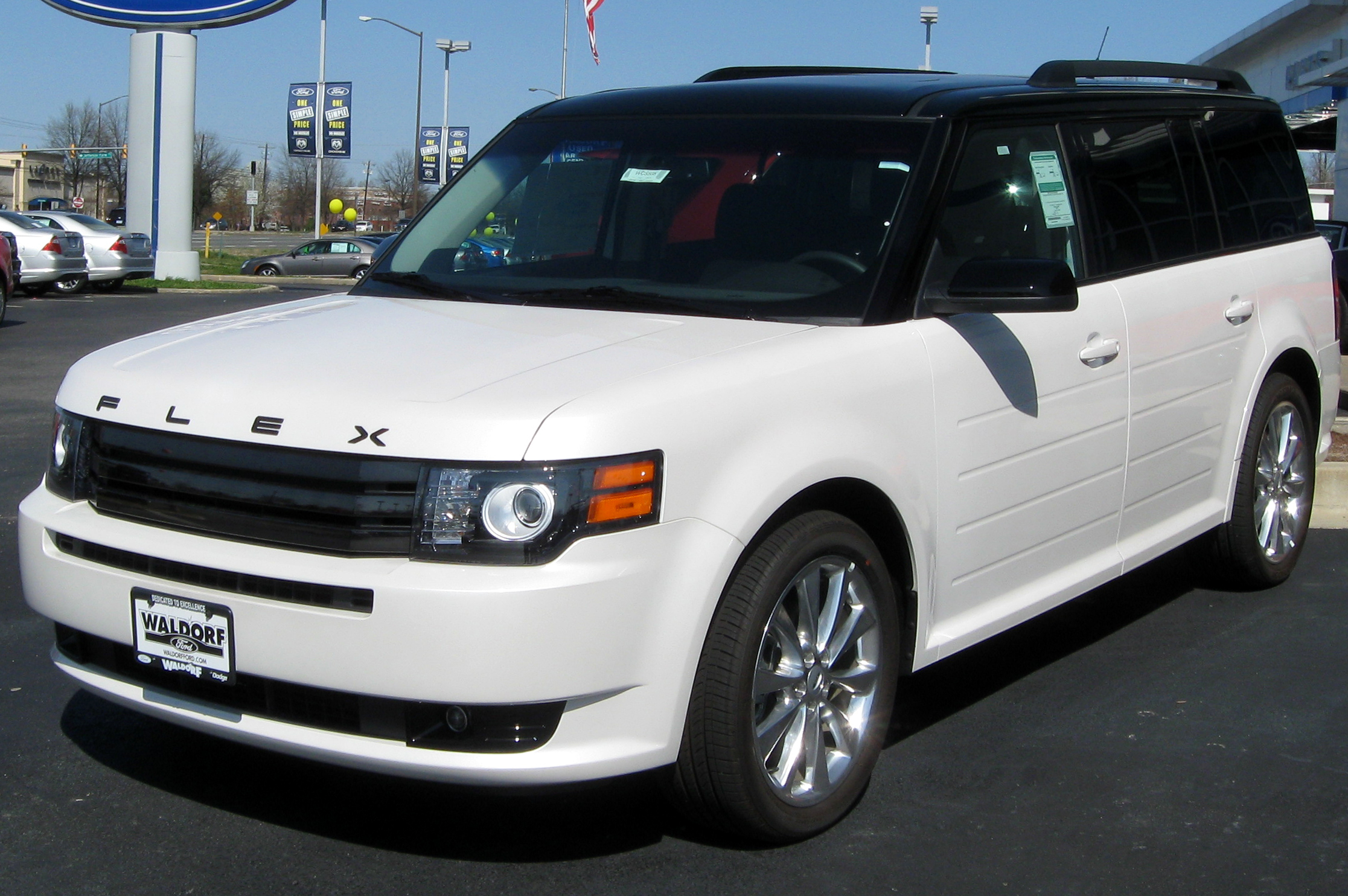
Ford Flex休旅車

1970年代福特汽車就極力爭取在台灣發展的機會，經過實地評估之後，位於桃園縣中壢市、原本為豐田生產汽車的六和汽車公司成為合作的最佳伙伴。
1972年11月20日，六和汽車與福特集團在美國密西根州福特總部正式簽署合資協定，並於同年12月1日正式成立「福特六和汽車股份有限公司」。
1973年福特六和推出了首部國產轎車「跑天下」（Cortina），次年2月並相繼推出商用車「利大」（Fiera），從此奠定了福特六和在台灣以轎車及商用車並進的發展路線。
1981年，福特與馬自達合作，推出在台第三部國產車，也是第一部前輪驅動車「全壘打」（Laser）
1989年，福特六和的第50萬輛車誕生，年產量更突破了10萬輛，成為台灣汽車製造業的先驅。
1991年展開的第二次擴廠，更進一步地提高了產能。
1990年，台灣製造的「金全壘打」（ALL NEW LASER）車系被評定為福特全球同車系品質之冠；福特六和引擎鑄造廠及裝配廠，也先後在1990及91年獲得了福特總部品質最高榮譽Q1獎。而在產品的豐富與多樣性之上，福特六和更是透過了與日本馬自達及鈴木、韓國起亞汽車合作。
1996年，福特六和汽車領先業界，得到了國內唯一的英、美、德、荷ISO9001國際品質認證，更是全面肯定了福特六和汽車的品質。同年，福特六和正式與全球福特同步納入「福特2000」全球整合計畫。
1998年底則成立設計暨技術中心，進一步針對台灣本地的需求開發產品，使產品的設計更深切地與國內消費者結合。

#### 中国大陸福特
福特在中國大陸與重慶長安汽车股份有限公司合資組建了長安福特汽車有限公司，總部位于重慶，擁有4萬個工人和14條汽車生產線，是中國大陸第四大汽車生產線。后重慶長安汽車股份有限公司又在重慶、南京、新建設了两個生產基地為重慶總部生產Ford Focus和Mondeo車型。福特另与中國大陸江铃汽车公司的合资企业JMC在南昌成立生产基地生产福特全顺汽车。
2006年，福特又將旗下馬自達車型交予長安福特汽車生產，重慶總部改名為長安福特馬自達汽車有限公司，重慶基地主要生產馬自達3，福特蒙迪欧，福特福克斯，S-MAX麦柯斯，及其他高配置版车型，而南京工厂主要生产马自达2，福特嘉年华。南昌工厂生产福特全顺（Transit）商用车。
2008年，福特旗下富豪汽車车型在重庆下线
2010年5月，福特将马自达3车型转移至南京工厂生产，未来长安福特马自达南京工厂将以马自达车型的生产为主。而福特的车型将主要放在重庆。
2012年，因福特汽車出脫馬自達的持股，长安汽车集团、福特汽车公司及马自达汽车株式会社联合声称，三家公司的合资企业长安福特马自达汽车公司将分拆为两家公司，分别为长安汽车集团与福特汽车公司的合资公司，名为长安福特汽车公司；以及长安汽车集团与马自达汽车株式会社的合资公司，名为长安马自达汽车公司。并于同年发布SUV进入中國大陸SUV市场。

### 非洲和中東
在非洲地區，福特汽车是传统上的南非及其周边地区市场最大份额占有者，但在非洲的其它地区仅有它的卡车产品销售。福特在南非的业务最早始于从加拿大进口汽车零件，并在伊丽莎白港进行组装的业务，之后开始从英国和澳大利亚进口整车，并生产一种3.0排量V6引擎的本地化版本Ford Cortina，即XR6，以及一种被出口到英国的皮卡版本Cortina。在1980年代中期。福特公司与其竞争对手著名矿业集团南非盎格鲁美洲人的一下属公司合并成为了南非汽车公司的人（Sanmcor）。

## 新能源汽車

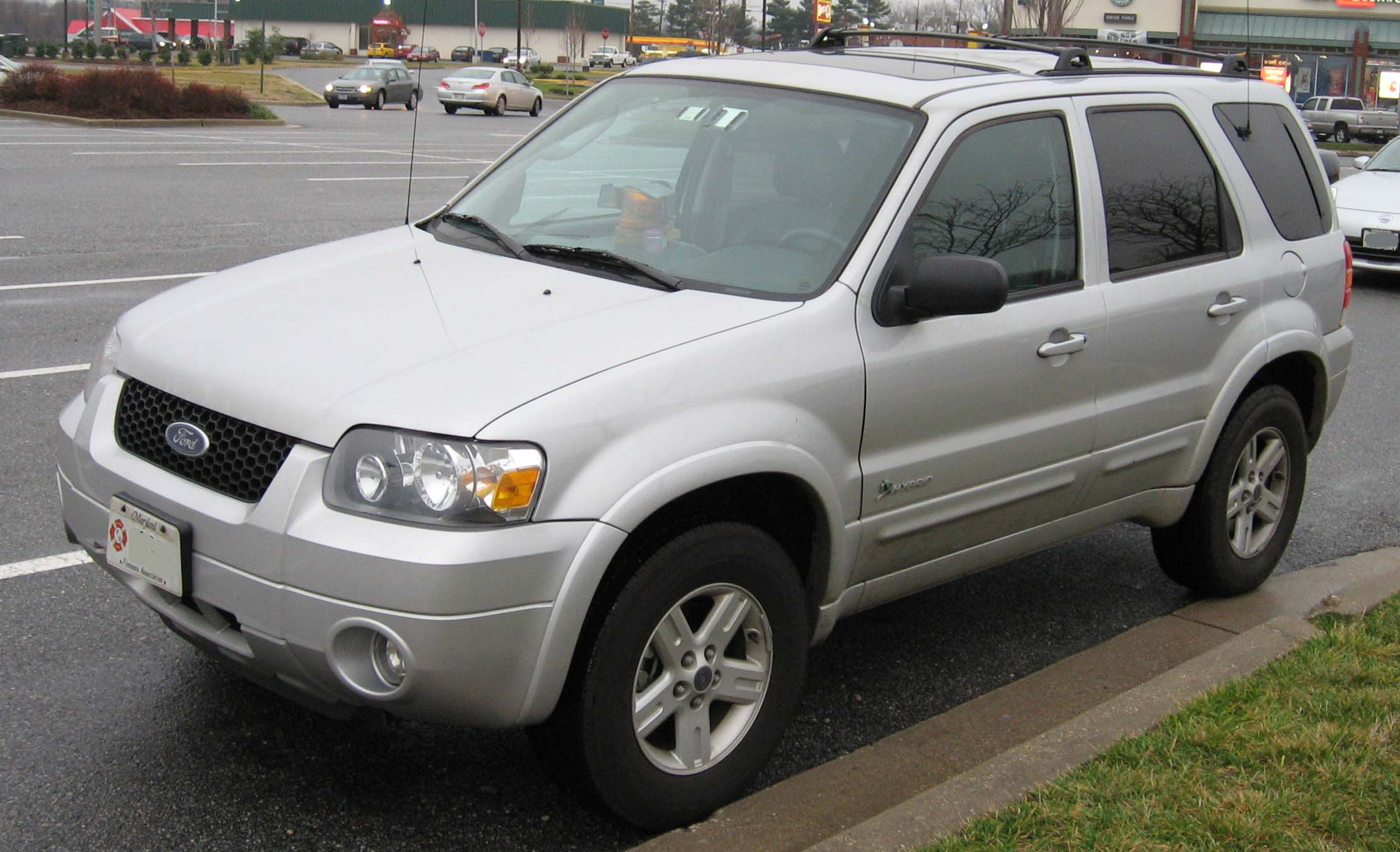
电—燃料混合动力汽车福特翼虎

比尔·福特是第一個着手开发实用燃料电池动力汽车（即Ford Ranger EV）的顶级汽车工业巨头，并与美国邮政管理局签订了基于Ranger EV平台的邮政货运车制造合同。在代替燃料汽车方面，福特公司推出了面向团体客户及计程车客户制造的压缩天然气燃料动力（CNG）汽车维多利亚皇冠。而许多CNG汽车在配备天然气燃料的同时两者兼有一个汽油燃料箱，其引擎可以燃烧两种燃料中任意一种。福特的混合燃料汽车对燃料配合比例有着较宽的适应能力，从普通的纯汽油燃料到以乙醇为主的E85燃料（乙醇占85%，汽油占15%）皆可使用。但代替燃料汽车与混合燃料汽车在推广过程中面临着配套基础设施（如加油站）缺乏的难题，这严重影响了产品对普通客户的购买吸引力。
福特混合动力车:
- 2004– 福特翼虎
- 2006– 水星水手
- 2008– 福特福星/水星米兰
- 2009– 福特500/水星蒙迪欧
- 2009– 福特边锋/林肯MKX

## 福特赛车
在美國收視率僅次於美式足球，最受歡迎的賽車NASCAR房車賽中福特贏過八次年度冠軍，旗下另一品牌Mercury贏過一次年度冠軍。

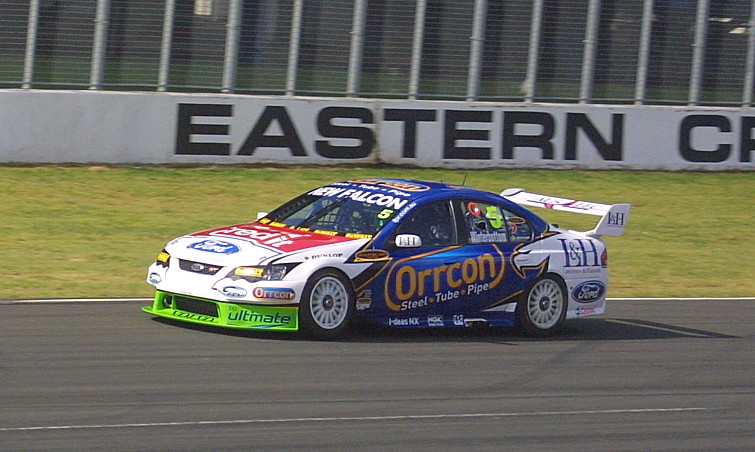
Winterbottom2008

福特考斯沃斯引擎(Ford-Cosworth)曾在一級方程式賽車(F1)所獲得之年度冠軍次數僅次法拉利引擎，著名F1賽車手迈克尔·舒马赫生涯第一次奪得F1賽車總冠軍時使用的也是福特引擎的班尼頓賽車。福特在世界越野賽(WRC)也有很好的成績，2006年、2007年皆拿下車廠冠軍。

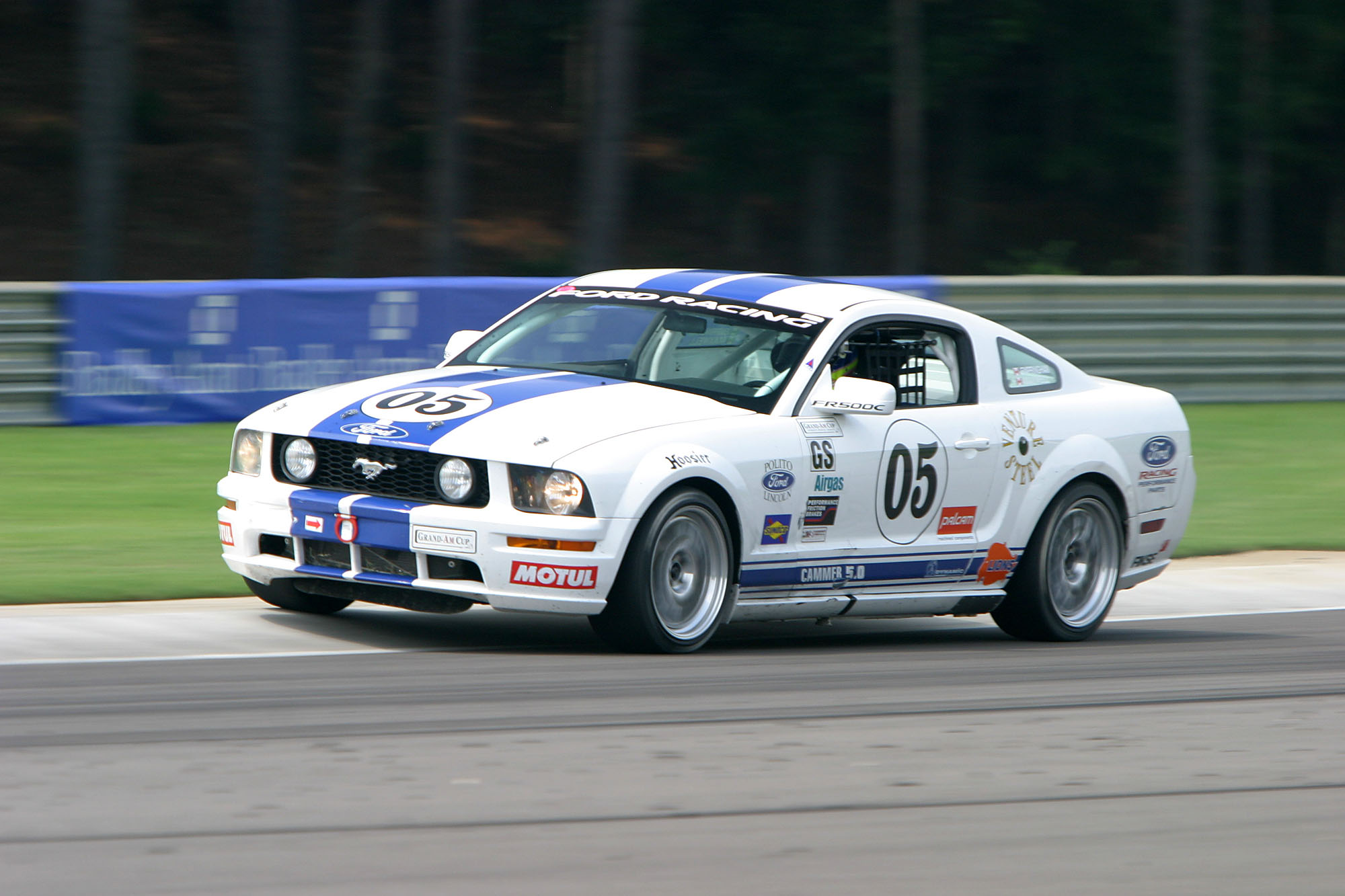
Barbers02

## 參见
- 通用汽車
- 汽车沙皇
- 佳士拿汽車公司
- 福特赛车
- 失效模式与影响分析

## 外部連結
- 福特的故事 （页面存档备份，存于）（英文）
- 福特汽车的Facebook專頁（英文）
- 福特汽车的X（前Twitter）（英文）
- 台灣福特六和汽車 （页面存档备份，存于）（中文）
- 日本福特汽車（日語）
- 香港福特汽車（中文）
- 福特汽车（中国）有限公司 （页面存档备份，存于）（简体中文）

42°18′53″N 83°12′38″W / 42.31472°N 83.21056°W